# Ourgou-Manéga
Ourgou-Manéga è un dipartimento del Burkina Faso classificato come comune, situato nella Provincia di Oubritenga, facente parte della Regione dell'Altopiano Centrale.
Il dipartimento si compone del capoluogo e di altri 26 villaggi: Bissighin, Bobou, Bouktenga, Boulporé, Faaga, Guemsaongo, Lindi, Loyargo, Manéga, Namassa, Nounkodogo, Poédogo, Romissi, Samissi, Sanbsin, Sanbsin-Peulh, Sidogo, Somdamessom, Somdé, Sommassi, Tambogo, Tanghin-Manéga, Tiguimtenga, Wazelé, Yobitenga e Zoundi.